# Кричфалуши, Онджей
О́ндржей Кричфалуши (чеш. Ondřej Kričfaluši; 29 марта 2004) — чешский футболист, защитник клуба «Теплице» и молодёжной сборной Чехии.

## Клубная карьера
Кричфалуши воспитанник академии пражской «Славии». В 2022 году он дебютировал во взрослом футболе за резервную команду клуба, после чего провёл сезон в аренде в «Селье и Белло», где регулярно выходил в стартовом составе. В феврале 2024 года перешёл в «Теплице», подписав долгосрочный контракт. Уже в первом сезоне стал игроком основного состава, сыграв более 15 матчей в чемпионате Чехии.

## Карьера в сборной
Выступал за юношескую сборную Чехии до 19 лет. В составе молодёжной сборной Чехии участвовал в нескольких товарищеских матчах.
5 июня 2025 года был включен в окончательную заявку молодёжной сборной на молодёжный чемпионат Европы 2025.